# The Beatles at Hollywood Bowl
The Beatles at Hollywood Bowl é um álbum ao vivo póstumo lançado pelo grupo de rock inglês The Beatles em 1977. O álbum traz músicas gravadas ao vivo no Hollywood Bowl em Los Angeles durante a turnê de 1964 e 1965.

## Músicas
Todas composições são de Lennon/McCartney excepto quando anotadas.
- Lado 1

1. "Twist and Shout" (Medley-Russell) (Gravado em 30 de agosto de 1965)
2. "She's a Woman" (Gravado em 30 de agosto de 1965)
3. "Dizzy Miss Lizzy" (Williams) (Gravado em 30 de agosto de 1965)
4. "Ticket to Ride" (Gravado em 30 de Agosto de 1965)
5. "Can't Buy Me Love" (Gravado em 30 de Agosto de 1965)
6. "Things We Said Today" (Gravado em 23 de Agosto de 1964)
7. "Roll Over Beethoven" (Berry) (Gravado em 23 de Agosto de 1964)

- Lado 2

1. "Boys" (Dixon-Farrell) (Gravado em 23 de Agosto de 1964)
2. "A Hard Day's Night" (Gravado em 30 de Agosto de 1965)
3. "Help!" (Gravado em 30 de Agosto de 1965)
4. "All My Loving" (Gravado em 23 de Agosto de 1964)
5. "She Loves You" (Gravado em 23 de Agosto de 1964)
6. "Long Tall Sally" (Johnson-Penniman-Blackwell) (Gravado em 23 de Agosto de 1964)

## Paradas
| Parada                        | Ano  | Melhor posição |
| ----------------------------- | ---- | -------------- |
| UK Albums Chart               | 1977 | 1              |
| Canadian RPM 100 Albums Chart | 1977 | 8              |

## Relançamento
Em 2016, com o lançamento do documentário "The Beatles: Eight Days a Week - The Touring Years", o álbum foi remasterizado e relançado em CD e em LP.